# Toni Rodriguez
Toni Rodriguez Soriano (* 2. März 1983) ist ein deutscher Basketballschiedsrichter.

## Leben
Rodriguez (Heimatverein: Hallescher Sportclub 96) erhielt seine erste Schiedsrichterlizenz mit 15 Jahren. 2006 wurde er erstmals in den A-Schiedsrichter-Kader des Deutschen Basketball Bundes berufen und leitete fortan Partien in der Basketball-Bundesliga. Im Jahr 2010 wurde er in die Schiedsrichterriege des Weltverbandes FIBA aufgenommen und kam anschließend auch bei Länder- und Europapokalspielen zum Einsatz.